# Petrolândia
Petrolândia este un oraș în Pernambuco (PE), Brazilia.